# Sale Marasino
Sale Marasino é uma comuna italiana da região da Lombardia, província de Bréscia, com cerca de 3.176 habitantes. Estende-se por uma área de 16 km², tendo uma densidade populacional de 199 hab/km². Faz fronteira com Gardone Val Trompia, Marone, Monte Isola, Polaveno, Sulzano.

## Demografia
| Variação demográfica do município entre 1861 e 2011                               |
|                                                                                   |
| Fonte: Istituto Nazionale di Statistica (ISTAT) - Elaboração gráfica da Wikipedia |